# Брайан, Тревор
Тревор Космо Брайан младший (англ. Trevor Cosmo Bryan Jr.), род. 23 августа 1989, Олбани, штат Нью-Йорк, США) — американский боксёр-профессионал, выступающий в тяжёлой весовой категории. Среди профессионалов бывший чемпион мира по версии WBA (2021—2022), и временный чемпион мира по версии WBA (2018—2021), чемпиона Северной Америки по версии NABF Junior (2015—2016), чемпион Боливарианской федерации бокса по версии WBA Fedebol (2015—2016) в тяжёлом весе.
Лучшая позиция по рейтингу BoxRec — 28-я (июль 2019) и являлся 4-м среди американских боксёров тяжёлой весовой категории, а по рейтингам основных международных боксёрских организаций занимал: 1-ю строчку рейтинга WBA, — входя в ТОП-30 лучших тяжеловесов всего мира.

## Профессиональная карьера
Профессиональную карьеру боксёра Тревор начал в ноябре 2011 года победив RTD во 2-м раунде соотечественника Демаркуса Янга (4-0).
11 апреля 2015 года в Колумбии победил RTD в 5-м раунде опытного колумбийца Эпифанио Мендоса (40-20-1) и завоевал вакантный титул чемпиона Боливарианской федерации бокса по версии WBA Fedebol в тяжёлом весе.
28 августа 2015 года в США победил единогласным решением судей (счёт: 97-92, 98-91, 98-91) опытного американца Деррика Росси (30-9) и завоевал вакантный титул чемпиона Северной Америки по версии NABF Junior в тяжёлом весе.

### Чемпионский бой с Би Джей Флоресом
11 августа 2018 года в США техническим нокаутом в 4-м раунде победил опытного американца Би Джей Флореса (34-3-1) и завоевал титул временного чемпиона мира по версии WBA в тяжёлом весе.

### Чемпионский бой с Бермейном Стиверном
29 января 2021 года в США техническим нокаутом в 11-м раунде победил экс-чемпиона мира канадца Бермейна Стиверна (25-4-1), и завоевал вакантный титул регулярного чемпиона мира по версии WBA в тяжёлом весе.

### Чемпионский бой с Джонатаном Гуидри
29 января 2022 года в США раздельным решением судей победил малоизвестного небитого соотечественника Джонатана Гуидри (17-0-2, 10 КО), вышедшего на коротком уведомлении взамен сирийца Мануэля Чарра (32-4, 18 KO). В начале боя Брайан занял центр ринга и пытался работать из-за джеба. Невысокий Гуидри был вынужден бросаться с размашистыми ударами, и левые боковые залетали в цель очень неплохо. Во 2-м раунде здоровяки зарубились, обменялись увесистыми попаданиями — и оба прочувствовали удары. Брайан решил слегка минимизировать риски — разрывал дистанцию, окучивал Гуидри джебами. В 4-м раунде Брайан решил, что пора кончать соперника: навязал драку на средней дистанции, напропускал лишнего, но доносил до цели гораздо более увесистые попадания, в том числе и апперкоты, но Гуидри продержался до гонга. Половину 5-го раунда оба боксёра просто восстанавливали силы, а в 6-м раунде андердог сильно потряс чемпиона и вынудил того в ответ взвинтить плотность боя. Следующий раунд завершился тем, что оба увлеклись и обменялись ударами после гонга. На старте 8-го раунда Гуидри был близок к досрочному поражению: зевнул два джеба, а потом правый прямой в челюсть, но добить претендента Брайан не сумел, а потом и вовсе потерял инициативу. В финальном раунде Гуидри пошёл ва-банк и нахватался ударов — оказался в нокдауне и выглядел потрясённым, но тут с серьёзным опозданием прозвучал гонг. В результате решения судей (счёт: 118-109, 116-111 и 112-115) Брайан защитил титул чемпиона мира по версии WBA в тяжёлом весе.

### Чемпионский бой с Даниелем Дюбуа
11 июня 2022 года, в Майами (США), досрочно нокаутом в 4-м раунде проиграл опытному британцу Даниелю Дюбуа (17-1), и потерял титул чемпиона мира по версии WBA в тяжёлом весе.

#### Бой с Кассиусом Чейни
4 ноября в Майами (Флорида) вышел на ринг против 36-летнего Кассиуса Чейни (22-1, 15 КО). Главным событием вечера бокса 4 ноября стал бой за вакантный титул WBC в первом тяжелом весе между Ноэлем Микаэляном и Илунгой Макабу. Брайан почти полтора года не выходивший на ринг явно находясь не форме начал бой неудачно уже во втором раунде оказавшись в нокдауне после точного оверхэнда Чейни. А в 7-м раунде такая же беспечная и медлительная манера боя привела к проигрышу - Чейни зажав Брайана в углу наглухо нокаутировал оппонента ударом справа.

## Статистика профессиональных боёв
В таблице перечислены результаты всех поединков боксёров.
В каждой строке указан результат поединка. Дополнительно номер поединка обозначен цветом, который обозначает итог поединка. Расшифровка обозначений и цветов представлена в нижеследующей таблице.
| Пример | Расшифровка                     |
| ------ | ------------------------------- |
|        | Победа                          |
|        | Ничья                           |
|        | Поражение                       |
|        | Планируемый поединок            |
|        | Поединок признан несостоявшимся |
| КО     | Нокаут                          |
| ТКО    | Технический нокаут              |
| PTS    | Решение судей (по очкам)        |
| UD     | Единогласное решение судей      |
| MD     | Решение большинства судей       |
| SD     | Раздельное решение судей        |
| RTD    | Отказ от продолжения боя        |
| DQ     | Дисквалификация                 |
| NC     | Поединок признан несостоявшимся |

| 24 поединка, 22 победы (15 нокаутом), 2 поражения. | 24 поединка, 22 победы (15 нокаутом), 2 поражения. | 24 поединка, 22 победы (15 нокаутом), 2 поражения. | 24 поединка, 22 победы (15 нокаутом), 2 поражения. | 24 поединка, 22 победы (15 нокаутом), 2 поражения.                 | 24 поединка, 22 победы (15 нокаутом), 2 поражения. | 24 поединка, 22 победы (15 нокаутом), 2 поражения.                                                                    |
| Бой                                                | Рекорд                                             | Дата боя                                           | Соперник                                           | Место проведения боя                                               | Результат                                          | Комментарии |
| -------------------------------------------------- | -------------------------------------------------- | -------------------------------------------------- | -------------------------------------------------- | ------------------------------------------------------------------ | -------------------------------------------------- | --- |
| 24                                                 | 22-2                                               | 4 ноября 2023                                      | Кассиус Чейни (22-1)                               | Казино Miami Jai Alai, Майами, Флорида, США                        | KO 7 (10), 2:03                                    | Брайан в нокдауне во 2-м раунде.                                                                                      |
| 23                                                 | 22-1                                               | 11 июня 2022                                       | Даниель Дюбуа (17-1)                               | Casino Miami Jai Alai, Майами, Флорида, США                        | KO 4 (12), 1:58                                    | Потерял титул чемпиона мира по версии WBA (2-я защита Брайана) в тяжёлом весе.                                        |
| 22                                                 | 22-0                                               | 29 января 2022                                     | Джонатан Гидри (17-0-2)                            | Packard Music Hall, Уоррен, Огайо, США                             | SD 12                                              | Счёт: 118-109, 116-111, 112-115. Защитил титул чемпиона мира по версии WBA (1-я защита Брайана) в тяжёлом весе.       |
| 21                                                 | 21-0                                               | 29 января 2021                                     | Бермейн Стиверн (25-4-1)                           | Seminole Hard Rock Hotel & Casino, Холливуд, Флорида, США          | TKO 11 (12), 1:26                                  | Завоевал вакантный титул регулярного чемпиона мира по версии WBA в тяжёлом весе.                                      |
| 20                                                 | 20-0                                               | 11 августа 2018                                    | Би Джей Флорес (34-3-1)                            | Celebrity Theater, Финикс, Аризона, США                            | TKO 4 (12), 2:58                                   | Завоевал титул временного чемпиона мира по версии WBA в тяжёлом весе.                                                 |
| 19                                                 | 19-0                                               | 15 декабря 2017                                    | Франсуа Рассел (2-24)                              | Derby Park Expo, Луисвилл, Кентукки, США                           | TKO 3 (8), 2:27                                    | |
| 18                                                 | 18-0                                               | 27 апреля 2017                                     | Сэнди Антонио Сото (3) (2-20)                      | Casa de los Clubes, Санто-Доминго, Доминиканская Республика        | TKO 3 (6), 1:15                                    | |
| 17                                                 | 17-0                                               | 2 июля 2016                                        | Гален Браун (44-33-1)                              | Teamsters Hall, Питтсбург, Пенсильвания, США                       | UD 6                                               | |
| 16                                                 | 16-0                                               | 28 августа 2015                                    | Деррик Росси (30-9)                                | The D Hotel & Casino, Лас-Вегас, Невада, США                       | UD 10                                              | Счёт: 97-92, 98-91 (дважды). Завоевал вакантный титул чемпиона Северной Америки по версии NABF Junior в тяжёлом весе. |
| 15                                                 | 15-0                                               | 20 июня 2015                                       | Стейси Фрейзер (16-16)                             | Greensboro Coliseum, Гринсборо, Северная Каролина, США             | RTD 2 (10), 3:00                                   | |
| 14                                                 | 14-0                                               | 22 мая 2015                                        | Террелл Джамал Вудс (6-19-3)                       | San Jose Fiesta, Нэшвилл, Теннесси, США                            | UD 8                                               | Счёт: 80-72 (трижды).                                                                                                 |
| 13                                                 | 13-0                                               | 11 апреля 2015                                     | Эпифанио Мендоса (40-20-1)                         | Coliseo Elias Chegwin, Барранкилья, Колумбия                       | RTD 5 (9), 3:00                                    | Завоевал вакантный титул чемпиона Боливарианской федерации бокса по версии WBA Fedebol в тяжёлом весе.                |
| 12                                                 | 12-0                                               | 24 октября 2014                                    | Элиесер Кастильо (32-7-2)                          | Civic Center, Киссимми, Флорида, США                               | UD 6                                               | Счёт: 59-55, 58-56 (дважды).                                                                                          |
| 11                                                 | 11-0                                               | 21 сентября 2014                                   | Сэнди Антонио Сото (2) (2-13)                      | Coliseo Carlos 'Teo' Cruz, Санто-Доминго, Доминиканская Республика | KO 1 (10), 2:11                                    | |
| 10                                                 | 10-0                                               | 21 февраля 2014                                    | Джейсон Барнетт (14-15)                            | Wolstein Center, Кливленд, Огайо, США                              | KO 1 (8), 1:31                                     | |